# Eight Pieces
Eight Pieces från 1988 är ett musikalbum med Anders Jormin.
Statens kulturråd gav Anders Jormin ett bidrag för att skriva en svit att framföras vid Göteborgs Jazzfestival 1987. Året därpå spelades en något förkortad version av sviten in på den här skivan.

## Låtlista
Alla musik är skriven och arrangerad av Anders Jormin.
1. Fem snabba – 7:55
2. Ostia antiqua – 8:40
3. Em – 6:45
4. Till ro – 1:08
5. N.S. – 5:17
6. Alla gator leder bort – 8:47
7. Burkina – 7:10
8. 30 – 1:55

## Medverkande
- Anders Jormin – bas
- Thomas Jäderlund – altsax
- Dave Wilczewski – tenor- och sopransax
- Thomas Gustafson – tenor- och sopransax
- Staffan Svensson – trumpet
- Göran Klinghagen – gitarr
- Bobo Stenson – piano
- Harald Svensson – keyboard
- Audun Kleive – trummor